# Szibériai légykapó
A szibériai légykapó (Ficedula albicilla) a madarak osztályának verébalakúak (Passeriformes) rendjéhez és a  légykapófélék (Muscicapidae) családjához tartozó faj.

## Rendszerezése
A fajt Peter Simon Pallas német zoológus és botanikus írta le 1811-ben, a Muscicapa nembe Muscicapa Albicilla néven. szerepelt a kis légykapó (Ficedula parva) alfajaként Ficedula parva albicilla néven is.

## Előfordulása
Ázsiában, Afganisztán, Banglades, Bhután, a Fülöp-szigetek, India, Japán, Kambodzsa, Kazahsztán, Kína, Laosz, Malajzia, Mongólia, Mianmar, Nepál, Oroszország, Tádzsikisztán, Thaiföld és Vietnám területén honos. 
Természetes élőhelyei a mérsékelt övi erdők, szubtrópusi vagy trópusi síkvidéki esőerdők, száraz erdők, valamint ültetvények és vidéki kertek. Vonuló faj.

## Megjelenése
|  |  |

## Természetvédelmi helyzete
Az elterjedési területe rendkívül nagy, egyedszáma pedig stabil. A Természetvédelmi Világszövetség Vörös listáján nem fenyegetett fajként szerepel.